# ГЕС Мяовей
ГЕС Мяовей (苗尾水电站) — гідроелектростанція на півдні Китаю у провінції Юньнань. Знаходячись між ГЕС Дахуацяо (вище по течії) та ГЕС Гунгоцяо, входить до складу каскаду на одній з найбільших річок Південно-Східної Азії Меконзі (басейн Південнокитайського моря).
У межах проєкту річку перекрили кам'яно-накидною греблею висотою 140 метрів, довжиною 577 метрів та шириною по гребеню 12 метрів, яка утримує водосховище з об'ємом 660 млн м3.
Пригреблевий машинний зал обладнали чотирма турбінами типу Френсіс потужністю по 350 МВт, котрі повинні забезпечувати виробництво 6,5 млрд кВт·год електроенергії на рік.